# Самсоновка (Алтайский край)
Самсоновка — упразднённое село в Немецком национальном районе Алтайского края. Упразднено в 1950 г, население переселено в село Кусак.

## География
Село располагалось в 8 км к юго-западу от села Кусак.

## История
Основано в 1910 году. До 1917 года немецкий хутор Ново-Романовской волости Барнаульского уезда Томской губернии. После революции в составе Жёлтенького сельсовета. В 1931 г. организован колхоз им. Крупской. В 1950 г. жители переселены в село Кусак.

## Население[2]
| год     | 1911 | 1926 |
| ------- | ---- | ---- |
| человек | 175  | 215  |